# Jean Le Fèvre de Ressons
Jean Le Fèvre de Ressons (* um 1320 in Ressons-sur-Matz; † nach 1380) war ein französischer Dichter und Übersetzer. Er darf nicht mit Jean Le Fèvre de Saint-Remy verwechselt werden.

## Leben
Jean Le Fèvre aus Ressons-sur-Matz bei Compiègne war Kronanwalt am Parlement von Paris. Kreativ tat er sich in erster Linie als Übersetzer aus dem Lateinischen hervor. Er übersetzte die Disticha Catonis, die Ekloge des Theodulus und De vetula, vor allem aber die Lamentationes Matheoli des Matthaeus von Boulogne. Da es sich dabei um einen der frauenfeindlichsten Texte des Mittelalters handelt, schrieb Le Fèvre eine Widerlegung unter dem Titel Livre de leesce (Buch der Freude, leesce = laetitia) oder mit anderem Titel: Le rebours de Matheolus. Aus eigenem Krankheitserleben stammt sein Text Le répit de la mort (Der Aufschub des Todes). Seine wichtigsten Werke liegen in modernen Ausgaben vor.

## Werke (Auswahl)
- Les Lamentations de Matheolus et le Livre de leesce de Jehan le Fèvre, de Resson (poèmes français du XIVe siècle). Édition critique, accompagnée de l’original latin des Lamentations, d’après l’unique manuscrit d’Utrecht, d’une introduction et de deux glossaires. Hrsg. A.-G. Van Hamel. 2 Bde. Paris 1892–1905.
  - Les lamentations de Matheolus. Édition critique, accompagnée du texte en latin des Lamenta, d’une introduction, des variantes, de deux glossaires et d’un index des noms. Hrsg. Tiziano Pacchiarotti. Edizioni dell’Orso, Alessandria 2010.
- Le respit de la mort. Hrsg. Geneviève Hasenohr-Esnos. A. et J. Picard, Paris 1969.
- La vieille, ou Les dernières amours d’Ovide. Poème français du XIVe siècle traduit du latin de Richard de Fournival, De vetula par Jean Lefèvre. A. Aubry, Paris 1861.
  - La vieille. Traduction de «De vetula» par Jean Le Fèvre. Hrsg. Marie-Madeleine Huchet. Société des anciens textes français, Paris 2018.